# Annales de la Société Entomologique de France
Annales de la Société Entomologique de France é uma das revistas de entomologia mais antigas do mundo. Foi fundada em 1832 e deu início a uma nova série (nouvelle série) em 1965, quando se fundiu com a Revue Française d'Entomologie e Revue de Pathologie Végétale et d'Entomologie Agricole de France. É publicado pela Taylor & Francis. Publica trabalhos de pesquisa originais sobre insetos (Hexapoda), Arachnida e Myriapoda: taxonomia, morfologia comparativa, filogenia, zoogeografia, genética de populações, relações planta-inseto, etologia, ecologia, biologia. Com relação à taxonomia, a revista evita publicar descrições isoladas e dá preferência a artigos que incluam considerações ecológicas, biogeográficas, filogenéticas ou revisões abrangentes.